# Алфелд (Лајна)
Алфелд (њем. Alfeld) град је у њемачкој савезној држави Доња Саксонија. Једно је од 40 општинских средишта округа Хилдесхајм. Према процјени из 2010. у граду је живјело 20.460 становника. Посједује регионалну шифру (AGS) 3254002.

## Географија
Алфелд се налази у савезној држави Доња Саксонија у округу Хилдесхајм. Град се налази на надморској висини од 145 метара. Површина општине износи 72,9 km².

## Становништво
У самом граду је, према процјени из 2010. године, живјело 20.460 становника. Просјечна густина становништва износи 281 становника/km².

## Међународна сарадња
| Мјесто   | Држава               | Врста сарадње | Од    |
| -------- | -------------------- | ------------- | ----- |
| Вејкфилд | Уједињено Краљевство | партнерство   | 1991. |
| Извор    |                      |               |       |